# Dare pondus idonea fumo
La frase latina Dare pondus idonea fumo significa «Capace di dare peso al fumo». È tratta dalla quinta satira di Aulo Persio Flacco, dedicata al maestro Lucio Anneo Cornuto.
È utilizzata per evidenziare persone o discussioni di nessun valore oppure prive di sostanza, con significato simile al "sesso degli angeli". La frase è stata raccolta da Michel de Montaigne nella sua opera Saggi (1580) importante per i successivi Blaise Pascal, Jean-Jacques Rousseau e Marcel Proust. La troviamo anche successivamente nel racconto La sentenza memorabile di Leonardo Sciascia.